# Georg Jellinek

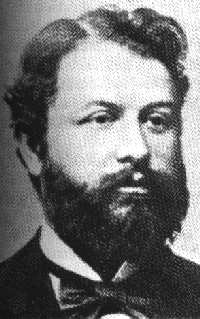
Georg Jellinek.

Georg Jellinek, född den 16 juni 1851 i Leipzig, död den 12 januari 1911 i Heidelberg, var en österrikisk jurist och statsvetare. Han var son till Adolf Jellinek och far till Walter Jellinek.
Jellinek, vars far var en namnkunnig rabbin, lämnade den judiska församlingen 1892. År 1874 inträdde han i österrikisk statstjänst, men kastade därefter om och blev, efter grundliga juridiska, filosofiska och nationalekonomiska studier, professor 1883 i Wien, 1889 i Basel och 1890 i Heidelberg.
Jellinek ansågs vara en av de främsta forskarna på den allmänna statslärans och statsrättens område, men betraktades som stående betydligt efter den tyska statsrättens då mest framstående man, Paul Laband. Jellinek utövade dock ett betydande inflytande både som universitetslärare och vetenskaplig skriftställare. En av hans mest kända lärjungar var den japanske statsvetaren Tatsukichi Minobe, som framlade den funktionalistiska teorin om den japanska kejsarmakten.
Jellinek är idag mest känd för sin essä Erklärung der Menschen- und Bürgerrechte (1895), i vilken han i polemik mot då förhärskande föreställningar argumenterade för en universell rättighetsteori. Jellinek menade att den franska revolutionen, som var en av kärnfrågorna inom dåtidens politiska teori, inte kunde förstås inom ramen för en uteslutande fransk idétradition, utan även som en produkt av tankeströmningar i England och USA.
Bland hans övriga arbeten kan nämnas Die social-ethische Bedeutung von Recht, Unrecht und Strafe (1878; 2:a upplagan 1908), Lehre von Staatenverbindungen (1882), Gesetz und Verordnung (1887), System der subjektiven öffentlichen Rechte (1892; 2:a upplagan 1905), Erklärung der Menschen- und Bürgerrechte, Recht der Minoritäten (1898) och det stort anlagda Recht des modernen Staates (I, 1900; 2:a upplagan 1905).
Jellinek var medutgivare av Staats-und völkerrechtliche Abhandlungen (sedan 1895) och av Jahrbuch des öffentlichen Rechts der Gegenwart (sedan 1907). Därjämte utgav han sedan 1902 jämte Robert Piloty en ny upplaga av Marquardsens Handbuch des öffentlichen Rechts der Gegenwart. Han utgav även Georg Meyers postuma arbete Das parlamentarische Wahlrecht (1901).